# Shinobi no Ittoki
Shinobi no Ittoki (japanisch 忍の一時) ist eine Anime-Fernsehserie des Studios Troyca aus dem Jahr 2022. Die Action- und Science-Fiction-Geschichte handelt von einem Jugendlichen Ittoki Sakuraba. Nachdem er erfahren hat, dass er das nächste Oberhaupt einer Ninja-Familie ist, muss er auf eine spezielle Schule wechseln und ist dort der Bedrohung durch rivalisierende Ninja ausgesetzt.

## Handlung
Der durchschnittliche Oberschüler Ittoki Sakuraba (櫻羽一時) verlebt einen typischen Alltag in einer Kleinstadt, lebt bei seiner Mutter Yumika Sakuraba (加賀時貞), die einen Laden führt, und wird oft von seinem Onkel Tokisada Kaga (櫻羽弓香) betreut. Das etwas geheimnisvolle Mädchen Kōsetsu (紅雪) kennt er bereits seit frühester Kindheit. Als er eines Tages endlich eine Verabredung mit einer Mitschülerin hat, wird ihm diese von seiner Mutter verboten. Ittoki geht dennoch zu dem Mädchen – und das Date endet in mehreren Versuchen, ihn zu töten und einer Verfolgungsjagd, in der ihn Kaga rettet. Ittoki muss offenbart werden, dass er das kommende Oberhaupt des Ninja-Clans der Iga ist. Seine Mutter hat das lange vor ihm geheim gehalten, aber nun sind die Ninja des Koga-Clans hinter ihm her. Daher muss er nun an die Ninja-Oberschule wechseln, um sich auf sein weiteres Leben vorzubereiten.
Obwohl er nichts von der Identität seiner Familie wusste, wurde Ittoki schon länger auf sein Ninja-Dasein vorbereitet. So kann er mit der Hilfe von Kōsetsu, ebenfalls eine Ninja, die Prüfung für die Schule bestehen. Gemeinsam mit ihr geht er an die Schule, die an einem geheimen, abgelegenen Ort ist. Sie wird von einer nationalen Geheimorganisation der Ninja geführt, die die Clans kontrolliert und den Frieden zwischen ihnen sichern soll. Auch Koga-Ninja sind hier, die nun Ittoki das Leben noch schwerer machen, als er es ohne die Erfahrung der anderen ohnehin schon hat. Die Koga, so erfährt er, hassen ihn, weil einer der Iga das frühere Oberhaupt der Koga ermordet haben soll.

## Produktion und Veröffentlichung
Der Anime nach einem Konzept von Minato Takano und der Produktionsfirma DMM Pictures entstand beim Studio Troyca unter der Regie von Shū Watanabe. Das Charakterdesign stammt von Isamu Suzuki und die künstlerische Leitung lag bei Eiji Iwase. Die Computeranimationen entstanden unter der Leitung von Mitsutaka Iguchi und für die Kameraführung war Tomoyoshi Katō verantwortlich. Die Tonregie lag bei Jin Aketagawa.
Die Serie wurde erstmals im Februar 2022 angekündigt. Die zwölf Folgen mit je 23 Minuten Laufzeit wurden vom 4. Oktober bis 20. Dezember 2022 von den Sendern AT-X, Tokyo MX und BS Asahi in Japan ausgestrahlt. Parallel fand auf der Plattform Crunchyroll die internationale Veröffentlichung statt, mit Untertiteln in diversen Sprachen sowie Synchronfassungen in Deutsch und English sowie in lateinamerikanischem Spanisch und Portugiesisch.

### Synchronisation
Die deutsche Fassung entstand bei TNT-Media unter der Regie von Jermain Meyer.
| Rolle           | japanische Stimme (Seiyū) | deutsche Stimme  |
| --------------- | ------------------------- | ---------------- |
| Ittoki Sakuraba | Ryota Ohsaka              | Tom Ferenc       |
| Tokisada Kaga   | Katsuyuki Konishi         | Christoph Banken |
| Yumika Sakuraba | Kikuko Inoue              | Marion Musiol    |
| Kōsetsu         | Haruka Shiraishi          | Laura Öttel      |
| Kirei Kisegawa  | Aoi Yūki                  | Johanna Toring   |
| Ryoko Suzunone  | Hitomi Sekine             | Sabrina Schwarz  |
| Suzaku Ban      | Taito Ban                 |                  |

### Musik
Die Musik der Serie wurde komponiert von Tomisiro. Das Vorspannlied ist Hikari von Humbreaders und der Abspann ist unterlegt mit dem Lied Oboetate (おぼえたて) von hockrockb.